# Hanni & Nanni 2
Hanni & Nanni 2 é um filme alemão do género comédia, realizado por Julia von Heinz, e a segunda sequela do filme homónimo de 2010, baseado na série de livros As Gémeas de Enid Blyton. Lançado a 17 de maio de 2012 na Alemanha, foi protagonizado por Jana Münster e Sophia Münster.

## Elenco
- Jana Münster como Hanna “Hanni” Sullivan
- Sophia Münster como Annemarie “Nanni” Sullivan
- Heino Ferch como Georg Sullivan
- Suzanne von Borsody como Senhora Mägerlein
- Anja Kling como Jule Sullivan
- Katharina Thalbach como Senhorita Bertoux
- Hannelore Elsner como Director Theobald
- Barbara Schöneberger como Daphne Diehl
- Luisa Spaniel como Elisabeth “Lilly”
- Sven Gielnik como Philippe
- Aleen Jana Kötter como Erika Diehl
- Nele Guderian como Daniela
- Joyce Abou-Zeid como Cosi
- Carolin Kebekus como Senhora Goethe
- Martin Ontrop como Roland
- Monika Manz como Senhora Hubertus